# Rosemarie Clausen
Rosemarie Clausen (5 de marzo de 1907 - 9 de enero de 1990) fue una  fotógrafa alemana especializada en las imágenes sobre el teatro.

## Biografía
Nieta del teólogo Rudolf Kögel tras sus estudios de arte desde 1925 se formó en fotografía en la escuela de Lette-Verien de Berlín. Al mostrar gran interés por el teatro trabajó como colaboradora del fotógrafo Elli Marcus hasta que éste abandonó Alemania en 1933, por lo que continúo realizando fotografías en los teatros por cuenta propia, trabajando sobre todo para el teatro nacional en el Gendarmenmarkt que dirigía Gustaf Gründgens. En 1938 publicó su primer libro de fotografías titulado «El hombre sin máscara».
En 1938 se casó con el periodista Jürgen Clausen con el que convivió hasta su muerte en 1944 a causa de los bombardeos estadounidenses de la Big Week. Al finalizar la guerra se trasladó a Hamburgo donde trabajó en sus teatros y tuvo oportunidad de realizar fotografías de gran cantidad de artistas.
En 1947 conoció a Wolfgang Borchert con el que entabló una estercha amistad, siendo la primera en fotografiar su obra «Ante la puerta». Realizó retratos a personajes del teatro como K. R. H. Sonderborg, Jean-Louis Barrault o Samuel Beckett.
Entre los premios que ha recibido destacan: Premio de la Exposición Internacional de fotografía escénica de Salzburgo en 1955, Premio de cultura de la asociación alemana de fotografía en 1976 y la medalla Biermann-Ratjen de la ciudad de Hamburgo en 1982.